# مشيخة البعسي
مشيخة البعسي كانت دولة صغيرة من ضمن محمية عدن البريطانية . تم الإطاحة بشيخها في عام 1967 وتأسيس الجمهورية الشعبية لجنوب اليمن .